# Mary Banotti
Mary Elizabeth Banotti, nata O'Mahony (Malahide, 29 maggio 1939 – Dublino, 10 maggio 2024), è stata una politica irlandese, membro del Fine Gael.

## Biografia

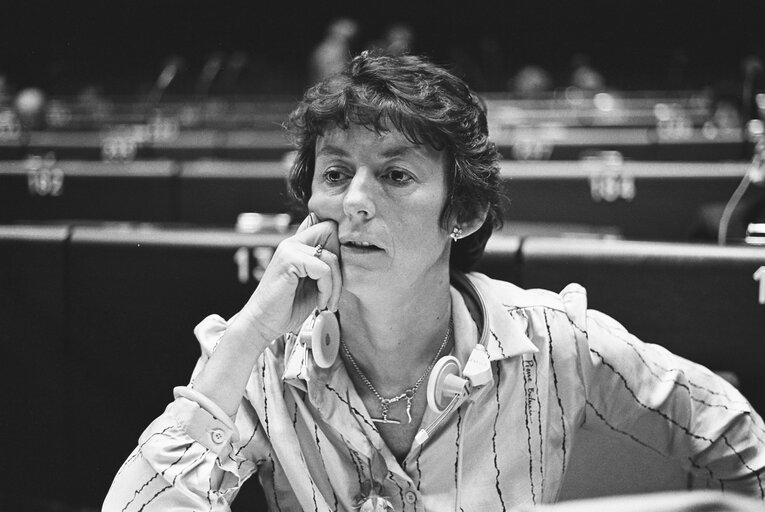
Mary Banotti al Parlamento europeo

Mary O'Mahony nacque a Malahide, vicino a Dublino, il 29 maggio 1939, prima di sei figlie. Una di queste, Nora Owen, divenne anch'ella una politica. Il nonno paterno di sua madre Kitty, fu il politico e patriota irlandese Michael Collins.
Successivamente lavorò come infermiera prima in Nord America, Europa e Africa, per poi tornare in Irlanda nel 1972.
Nel 1983, in occasione delle elezioni presidenziali, Mary Banotti si candidò senza ottenere successo, mentre alle elezioni suppletive della circoscrizione di Dublino Centrale dello stesso anno arrivò in seconda posizione.

### Carriera politica
Alle elezioni europee del 1984 venne eletta in rappresentanza della circoscrizione di Dublino. Da qui in poi venne eletta in tutte le tornate elettorali, fino a quelle del 2004, quando decise di non ricandidarsi.
Nel 1997 venne scelta come candidata del partito Fine Gael per partecipare alle elezioni presidenziali. Si posizionò seconda, dietro a Mary McAleese del Fianna Fáil.

### Filantropia

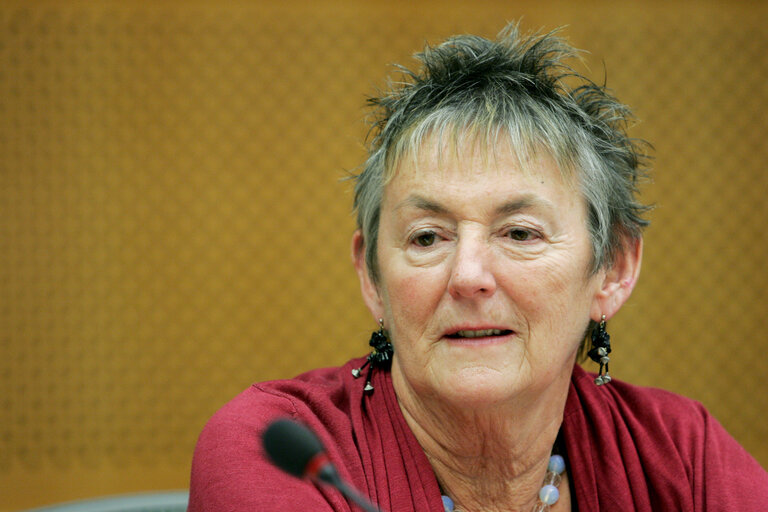
Mary Banotti nel 2008

Mary Banotti fu membro e vicepresidente del consiglio d'amministrazione del Centro internazionale per i bambini scomparsi e sfruttati (conosciuto anche con l'acronimo inglese ICMEC), un'organizzazione non a scopo di lucro globale per la lotta allo sfruttamento sessuale minorile, la pedopornografia e il rapimento di bambini.
Mary Banotti divenne anche presidente onorario di Health First Europe, anche questo organismo non a scopo di lucro, e membro del consiglio d'amministrazione della Fondazione internazionale per i sistemi elettorali (IFES dalla sigla inglese).

### Decesso
Morì a Dublino il 10 maggio 2024, all'età di 84 anni. Diversi politici le resero omaggio.

## Vita privata
Si sposò nel 1967 con il medico italiano Giovanni Benotti, conosciuto durante il suo periodo di lavoro come infermiera in Kenya. La coppia ebbe una figlia, Tania. Il matrimonio finì nel 1970 quando lei tornò in Irlanda con la figlia e divorziò definitivamente nel 1987 anche se scelse di mantenere il cognome Banotti.